# Jiana Veche, Mehedinți
Jiana Veche este un sat în comuna Jiana din județul Mehedinți, Oltenia, România.
Este un sat al comunei Jiana. Localitățile învecinate sunt Dănceu, Balta Verde, Gogoșu, Jiana Mare.
În satul Jiana Veche s-a terminat răscoala din anul 1907. Există un monument ce atestă acest lucru.